# مسجد جلال الدين السيوطي (أسيوط)
مسجد جلال الدين السيوطي هو مسجد ومقام يقع في منطقة القيسارية، ميدان المجذوب بحي غرب مدينة مدينة أسيوط، مصر. والمسجد عبارة عن قبة على مكان الوضوء تحملها ثمانية أعمدة رخامية مدون عليها آيات قرآنية، وبداخل القبة مقام لجلال الدين السيوطي. ويتوافد عليه الالاف من أتباع الطرق الصوفية خلال شهر أغسطس من كل عام للاحتفال بمولده. ويرجع تاريخ بناء المسجد إلى عام 766 هـ.